# Distrito de Conima
El distrito de Conima es uno de los 4 distritos que conforman la provincia de Moho, ubicada en el departamento de Puno en el sudeste del Perú.
Desde el punto de vista jerárquico de la Iglesia católica forma parte de la Prelatura de Juli en la arquidiócesis de Arequipa.

## Geografía
Situado en el extremo sur de la provincia de Moho, y siendo un distrito ribereño al Lago Titicaca, linda al norte con el distrito de Moho; al sur y al oeste con el lago; al este con el distrito de Tilali fronterizo con la república vecina de Bolivia.

## Autoridades

### Municipales
- 2019 - 2022[2]
  - Alcalde: Diogenes CHOQUECHAMBI QUISPE, de Mi Region.
  - Regidores:

  1. Edilberto Aquise Cauna  (Mi Region)
  2. Isidro Cosi Toque (Mi Region)
  3. Cándida Cahuapaza Toque (Mi Region)
  4. Lucio Pacombia Yanapa(Mi Region)
  5. Pablo Sucaticona Mamani (FADEP)